# Avrig 35
Avrig 35 este o companie de imobiliare din România.
Grupul Avrig 35 a fost constituit în 1999 de patru investitori americani.
Între timp, grupul s-a dezvoltat continuu devenind unul dintre liderii în domeniul dezvoltării imobiliare din România.
Printre proiectele dezvoltate de grupul Avrig 35 se numără: Charles de Gaulle Plaza (care a câștigat numeroase premii internaționale de design), Avrig Business Center, sediul Lafarge, Ambasada Canadei, Tower Center International, Iris Shopping Center București Titan și Iris Shopping Center Pitești.
Grupul reunește peste 35 firme care desfășoară activități de construcții și dezvoltare imobiliară pe segmentele rezidențial, comercial, spații de birouri și industriale.
Grupul de firme derula la jumătatea anului 2007 proiecte imobiliare în valoare totală de peste 500 de milioane de euro, în mai multe orașe din țară printre care Arad, București, Brașov, Constanța, Focșani, Pitești, Suceava și Timișoara.